# Route A1 (Grande-Bretagne)
Ne doit pas être confondu avec l'autoroute britannique M1.
Pour les articles homonymes, voir Route A1.
La route A1 est la plus longue route du Royaume-Uni, avec 660 km. Elle relie Londres, capitale du Royaume-Uni et de la nation constitutive qu'est l'Angleterre, à Édimbourg, capitale de la nation constitutive qu'est l'Écosse. 
Projetée et aménagée par le ministère britannique des Transports en 1921, elle reprend sur plusieurs tronçons le tracé de l’antique Great North Road, et ne s'en écarte d’ailleurs significativement qu’entre Boroughbridge et Darlington. Le tracé de l'A1 a depuis été modifié par la construction de rocades de contournement, ou par des rectifications. Plusieurs sections ont été renforcées pour les mettre au niveau du standard autoroutier : elles sont désignées « A1(M) ». Entre le périphérique M25 (autour de Londres) et l'A696 (partant de Newcastle upon Tyne), elle forme un tronçon de la route européenne 15 (désignation encore non officielle) qui relie Inverness à Algésiras.